# 韩集镇 (聊城市)
韩集镇，原为韩集乡，是中华人民共和国山東省聊城市东昌府区下辖的一个乡镇级行政单位。2020年8月，撤乡设镇，现区划代码为371502115。

## 行政区划
韩集镇下辖以下地区：
草庙杨村、张会所村、南蒋庄村、西韩集村、东韩集村、铁咀吴村、陶海子村、石海子村、大杨村、陈栾村、老户王村、迟桥村、贾庄村、季寺村、高垣墙村、张庆雨村、刘高庄村、张徐村、门李村、尹庄村、前李村、邹庄村、沙杨村、怪李村、季古棚村、后姜村、前姜村、王鄂村、曹庄村、仇陶村、大白村、牛庄村、莫庄村、刘望海村、朱楼村、赵庄村和吴碉村。